# Ewakuacja więzienia w Czortkowie
Ewakuacja więzienia w Czortkowie – likwidacja czortkowskiego więzienia połączona z masowym mordowaniem więźniów, przeprowadzona przez sowieckie organy bezpieczeństwa w czerwcu i lipcu 1941 roku. Z rąk funkcjonariuszy NKWD lub na skutek nieludzkich warunków transportu poniosło śmierć co najmniej 890 więźniów. Była to jedna z wielu tzw. masakr więziennych, dokonanych przez NKWD po rozpoczęciu niemieckiej inwazji na ZSRR.

## Geneza
Czortków, przed wojną miasto powiatowe w województwie tarnopolskim, od września 1939 roku znajdował się pod sowiecką okupacją. Osoby aresztowane przez NKWD były osadzane w przedwojennym polskim więzieniu, które mieściło się przy ul. Mickiewicza, nieopodal budynku sądu grodzkiego. Czortkowskie więzienie było jednym z czterech sowieckich więzień funkcjonujących na terenie obwodu tarnopolskiego; w oficjalnych dokumentach określano je mianem „więzienia nr 2”. Stanowisko naczelnika piastował funkcjonariusz o nazwisku Lewczuk.
22 czerwca 1941 roku nazistowskie Niemcy dokonały inwazji na Związek Radziecki. Pierwsze tygodnie wojny miały bardzo pomyślny przebieg dla strony niemieckiej. Dywizjom Wehrmachtu udało się bowiem rozbić wojska nadgranicznych okręgów wojskowych ZSRR, a następnie wedrzeć się w głąb sowieckiego terytorium. Sukcesem uwieńczone zostało między innymi niemieckie uderzenie na terenie Wołynia i Galicji Wschodniej, gdzie broniło się największe i najlepiej uzbrojone zgrupowanie Armii Czerwonej – Front Południowo-Zachodni. W pierwszych dwudziestu dniach wojny jego jednostki poniosły ogromne straty w ludziach i sprzęcie, a także były zmuszone wycofać się na odległość blisko 250 kilometrów na wschód od granicy niemiecko-sowieckiej.
W chwili wybuchu wojny niemiecko-sowieckiej w więzieniach i aresztach na Kresach Wschodnich przetrzymywano około 40–50 tys. więźniów. Władze sowieckie były zdecydowane nie dopuścić, aby zostali oni uwolnieni przez Niemców. 24 czerwca 1941 roku ludowy komisarz spraw wewnętrznych Ławrientij Beria wydał obwodowym urzędom NKGB rozkaz rozstrzelania wszystkich więźniów politycznych przetrzymywanych w zachodnich obwodach ZSRR, których ewakuacja w głąb kraju była niemożliwa. W myśl rozkazu Berii stracone miały zostać osoby skazane za „działalność kontrrewolucyjną”, „działalność antysowiecką”, sabotaż i dywersję, a także więźniowie polityczni znajdujący się w śledztwie.

## Egzekucje na terenie czortkowskiego więzienia
Z dokumentów odnalezionych w sowieckich archiwach wynika, że stan osadzonych w czortkowskim więzieniu na dzień 10 czerwca 1941 roku wynosił 1292 osoby. Wykaz odjazdów i ruchu transportów z więzień NKWD Ukraińskiej SRR informuje z kolei, że „do momentu ewakuacji w więzieniu znajdowało się 1300 więźniów”. Tę samą informację zawiera raport na temat przebiegu ewakuacji więzień w zachodnich obwodach Ukraińskiej SRR, sporządzony przez naczelnika zarządu więziennictwa NKWD USRR kapitana bezpieczeństwa państwowego Andrieja Filippowa.
Po wybuchu wojny niemiecko-sowieckiej ponad tysiąc więźniów zostało ewakuowanych przez NKWD z Czortkowa. Część więźniów politycznych Sowieci postanowili natomiast zamordować na miejscu. W pierwszym rzędzie przystąpiono do likwidacji osób, wobec których jeszcze przed wojną, na mocy art. 58 kodeksu karnego ZSRR i art. 54 kodeksu karnego USRR, orzeczono karę śmierci lub wysokie wyroki więzienia.
Na początku lipca 1941 roku, po wkroczeniu wojsk niemieckich do Czortkowa, mieszkańcy udali się do więzienia przy ul. Mickiewicza. Początkowo gmach wydawał się całkowicie opustoszały. Wkrótce w jego piwnicach odnaleziono jednak zwłoki zamordowanych więźniów, a na dziedzińcu wewnętrznym – masowy grób zamaskowany świeżo posadzonymi rabatami kwiatowymi. Wiele odnalezionych zwłok nosić miało ślady tortur. Świadkowie twierdzili ponadto, że w jednej z cel enkawudziści zamurowali więźniów żywcem; rzekomo odnaleźć tam miano kilka żywych osób i około 100 ciał (prawdziwość tego typu doniesień kwestionuje jednak Bogdan Musiał).

Poszliśmy o piątej rano do dużego więzienia w małym mieście, gdzie znaleźliśmy przerażające rzeczy. Wszędzie dookoła leżały ciała pomordowanych: część na pół zakopana, część pod murem, gdzie ich rozstrzeliwano, część okropnie okaleczona. W większości byli to ludzie zabici w ostatnich dniach, jednak wielu z nich straciło życie jeszcze przed 22 czerwca – relacja niemieckiego żołnierza Meinrada von Owa (9 lipca 1941).

Dokładna liczba więźniów zamordowanych bezpośrednio na terenie więzienia pozostaje trudna do ustalenia. W raportach NKWD brak informacji o egzekucjach w samym Czortkowie. Naoczni świadkowie relacjonowali natomiast, że w więzieniu odnaleziono kilkaset zwłok. Okręgowa Komisja Badania Zbrodni przeciwko Narodowi Polskiemu w Łodzi, która w latach 90. XX wieku prowadziła śledztwo w sprawie tej zbrodni, szacowała, że w gmachu przy ul. Mickiewicza zamordowano od 100 do 200 więźniów.
Egzekucje na terenie więzienia nie były jedyną zbrodnią popełnioną przez Sowietów w Czortkowie w lecie 1941 roku. Przed opuszczeniem miasta enkawudziści dopuścili się bowiem licznych gwałtów i rabunków na ludności cywilnej. Z ich rąk zginęło m.in. ośmiu zakonników z miejscowego klasztoru oo. dominikanów .

## Ewakuacja więźniów na wschód
Tragiczny okazał się również los więźniów ewakuowanych przez NKWD z Czortkowa. Prawdopodobnie około 350 osób wysłano koleją do miasta Gorki (ob. Niżny Nowogród). Podróż w zaplombowanych i nieoczyszczonych wagonach bydlęcych trwała 17 dni. Więźniom nie dostarczono wody, a jedynie minimalne racje pożywienia. W rezultacie upał, pragnienie i ogólne wycieńczenie spowodowały liczne ofiary śmiertelne. Polscy śledczy szacowali, że w trakcie transportu poniosło śmierć co najmniej 63 więźniów. Świadek cytowany przez Jerzego Węgierskiego twierdził natomiast, że w jednym tylko wagonie zmarły 34 osoby. Ze względu na fakt, iż wagony opróżniano raz na kilka dni, więźniowie musieli podróżować wraz ze zwłokami zmarłych towarzyszy, które szybko rozkładały się w letnim upale.

Jechaliśmy już drugi dzień bez żadnych posiłków i wody, a upał był straszny, ciasnota i zaduch doprowadzały do skrajnej rozpaczy i wołania o ratunek. W końcu na jakiejś stacji, już na Ukrainie sowieckiej, zatrzymali pociąg i żołnierze NKWD poczęli wnosić do wagonów wiaderka pełne mocno solonych rybek. Wszyscy rzucili się na to pożywienie. Niestety, wody nie dali i pociąg ruszył w dalszą drogę. I wtedy zaczęła się prawdziwa tragedia. Spotęgowane słonymi rybami pragnienie doprowadziło do szaleństwa. Z wysuszonych gardzieli i krwawej piany na ustach wydobywały się niesamowite krzyki i jęki konających. Prawdziwy obraz „Piekło Dantejskiego” […] Kiedy obudziłem się z tego letargu i powróciła świadomość stwierdziłem […] że około 30% więźniów zmarło w tragicznych warunkach – relacja B. H. Łozińskiego.

Jeszcze bardziej tragiczny był los od 700 do 800 lub nawet 954 więźniów, których – jak podaje jeden z sowieckich raportów – na polecenie naczelnika miejskiego wydziału NKGB niemal do ostatniej chwili trzymano w więzieniu, a następnie pognano pieszo na wschód. Szlak przemarszu wiódł przez Kamieniec Podolski, Żmerynkę, Tywrow, Sitkowce i Chrystyniwkę. Sowieckie raporty podają, że „w drodze przy próbie buntu i ucieczki” rozstrzelano 123 więźniów („członków OUN”). Po kilkunastu dniach kolumna dotarła do Humania, gdzie 20 lipca 1941 roku zastępca ludowego komisarza bezpieczeństwa państwowego USRR, major bezpieczeństwa państwowego Iwan M. Tkaczenko, oraz wojskowy prokurator podjęli decyzję o rozstrzelaniu więźniów „skazanych i będących w śledztwie za przestępstwa kontrrewolucyjne”. Według sowieckich raportów stracono wówczas 767 osób. Ocaleć miało jedynie 64 więźniów kryminalnych. Zostali oni zwolnieni, przy czym 31 więźniów narodowości polskiej czasowo pozostawiono w więzieniu w Humaniu.

## Epilog
W raportach NKWD podano, że podczas likwidacji więzienia w Czortkowie zamordowano łącznie 890 więźniów. Ocalali więźniowie oraz świadkowie ekshumacji oceniali natomiast, że bilans ofiar należy liczyć w setkach.
Podobnie jak miało to miejsce w przypadku wielu innych masakr więziennych, winą za zbrodnie NKWD obarczono ludność żydowską, którą zgodnie ze stereotypem „żydokomuny” utożsamiano w całości z systemem sowieckim i stosowaną przezeń polityką terroru. Po wkroczeniu wojsk niemieckich do Czortkowa miejscowych Żydów zmuszono do pracy przy ekshumacji zwłok odnalezionych w więzieniu. Byli oni przy tym bici, upokarzani i mordowani przez żołnierzy.
Uroczysty pogrzeb ofiar NKWD odbył się 9 lipca 1941 roku. Zwłoki zamordowanych spoczęły w zbiorowej mogile na cmentarzu miejskim w Czortkowie.
Podczas śledztwa prowadzonego w Polsce w latach 90. XX wieku udało się ustalić, że w egzekucjach na terenie czortkowskiego więzienia uczestniczyli m.in. dwaj Żydzi z Czortkowa, którzy byli pracownikami sowieckiego aparatu okupacyjnego, a po zakończeniu wojny pełnili służbę w szeregach Ludowego Wojska Polskiego, uzyskując wysokie stopnie oficerskie.